# Дејвид Макмилан
Дејвид Вилијам Крос Макмилан (енгл. David William Cross MacMillan; 16. март 1968) — шкотски хемичар и професор на Универзитету Принстон, где је од 2010. до 2015. године био шеф катедре за хемију. Добитник је Нобелове награде за хемију 2021. године заједно са Бенјамином Листом за развој асиметричне органокатализе.